# Revenant
Revenant – fabularna gra akcji stworzona przez Cinematix Studios. Została wydana przez firmę Eidos Interactive 26 października 1999. Polskim dystrybutorem jest Cenega. Gra zajęła 15 miejsce na liście 25 najlepszych gier hack and slash według serwisu Gry-Online.

## Fabuła
Cała gra rozgrywa się na wyspie Ahkuilon, gdzie znajduje się miasto Misthaven którym rządzi Lord Tendrick. Głównym bohaterem gry jest Locke D'Averam – wojownik, który zostaje przywrócony do życia. Zaraz po tym jak powraca z piekła, Locke dostaje zadanie od Sardoka, który jest doradcą Tendricka. Misja polega na odnalezieniu córki lorda, Andrii która została uprowadzona przez kult The Children of the Change.